# كيفن فيليبس (لاعب اتحاد الرغبي)
كيفن فيليبس (بالإنجليزية: Kevin Phillips)‏ هو لاعب اتحاد الرغبي بريطاني، ولد في 15 يونيو 1961 في Carmarthenshire ‏ في المملكة المتحدة.

## وصلات خارجية
- كيفن فيليبس عل موقع إسبنسكروم (الإنجليزية)
- كيفن فيليبس على موقع ItsRugby.co.uk (الإنجليزية)